# PATH (Toronto)
PATH – system podziemnych ulic i przejść znajdujący się w Toronto (Ontario, Kanada), o łącznej długości prawie 30 km (19 mil). System spełnia ważną rolę w komunikacji w mieście, szczególnie podczas męczących upałów, burz czy zawieruch. System rocznie przemierza ok. 55 milionów osób. Korytarze są monitorowane przez kamery i ochronę poszczególnych biurowców.
Historię PATH można liczyć od 1900 roku, kiedy dom towarowy Eaton Centre połączył podziemnym przejściem swój aneks. Właściwa sieć podziemnych ulic powstała wraz z rozwojem Financial District, stworzonym głównie w czasie boomu lat 70. Każdy nowy biurowiec przeznaczał jedno lub dwa piętra pod ziemią na ciąg handlowy i przyłączał się do sąsiednich biurowców. 
Efektem jest podziemne miasto, które mogłoby funkcjonować autonomicznie. Pod ziemią funkcjonuje ponad 1200 sklepów, domów towarowych i centrów handlowych, 5 stacji metra, stacja kolejowa, stacja autobusów dalekobieżnych, obiekty sportowe, filharmonia, teatry, kina, restauracje, kawiarnie, punkty usługowe, 52 biurowce, giełda papierów wartościowych, hotele i parę domów mieszkalnych. 
Nazwa PATH została nadana w 1992 roku, funkcjonuje także generyczna Underground City. Kolorowe oznakowanie graficzne wskazuje strony świata, naniesione są również nazwy ulic i budynki, które się mija. W wielu punktach ponadto umieszczono ścienne mapy systemu z zaznaczonym miejscem pobytu.